# Lipót Kállai
Lipót Kallai (Újpest, 27 dicembre 1912 – Pécs, 15 novembre 1989) è stato un calciatore ungherese, di ruolo attaccante.

## Carriera

### Club
Ha sempre giocato nel campionato ungherese.

### Nazionale
Ha collezionato 7 presenze con la maglia della Nazionale